# Gulbröstad blomsterpickare
Gulbröstad blomsterpickare (Prionochilus maculatus) är en sydostasiatisk fågel i familjen blomsterpickare inom ordningen tättingar.

## Utseende och läte
Gulbröstad blomsterpickare är en 9,5-10 cm lång fågel, lätt igenkänd med sin gula undersida brett längsstreckat i olivgrönt. Ovansidan är tydligt grönaktig, med orange fläck på hjässan och tjock, helmörk näbb. Lätet är ett högfrekvent, silvrigt "tisisisit".

## Utbredning och systematik
Gulbröstad blomsterpickare delas in i fyra underarter med följande utbredning:
- Prionochilus maculatus septentrionalis – södra Myanmar och på södra thailändska halvön
- Prionochilus maculatus oblitus – Malackahalvön
- Prionochilus maculatus maculatus – Sumatra, Belitung, Niasön och Borneo
- Prionochilus maculatus natunensis – norra Natunaöarna

## Levnadssätt
Denna art påträffas i nedre och mellersta delarna av städsegrön skog och ungskog upp till 1600 meters höjd. Den livnär sig främst av frukt, nektar och pollen från mistlar (Loranthaceae), men även annan frukt som de från Melastoma malabathricum. Fågeln bygger ett ovalt bo som hängs från en buskgren, vari den lägger två vita ägg, tätt fläckade i brunt. Arten är stannfågel.

## Status och hot
Arten har ett stort utbredningsområde, men tros minska i antal, dock inte tillräckligt kraftigt för att den ska betraktas som hotad. Internationella naturvårdsunionen IUCN listar arten som livskraftig (LC). Världspopulationen har inte uppskattats men den beskrivs som inte ovanlig.